# Dipartimento di Borkou
Il dipartimento di Borkou è un dipartimento del Ciad facente parte della provincia omonima. Il capoluogo è Faya Largeau.

## Comuni
Il dipartimento comprende i seguenti comuni:
- Faya Largeau
- Kouba Olanga